# 아빌리아 리버티
아빌리아 리버티(영어: Avelia Liberty)는 프랑스의 철도 제작 기업인 알스톰이 판매하는 고속열차 모델로 AGV 모델을 기반으로 제작되었다. 또한 미국 연방 철도청 법에 따른 북아메리카의 철도 표준에 맞게 설계가 되었다.

## 개요

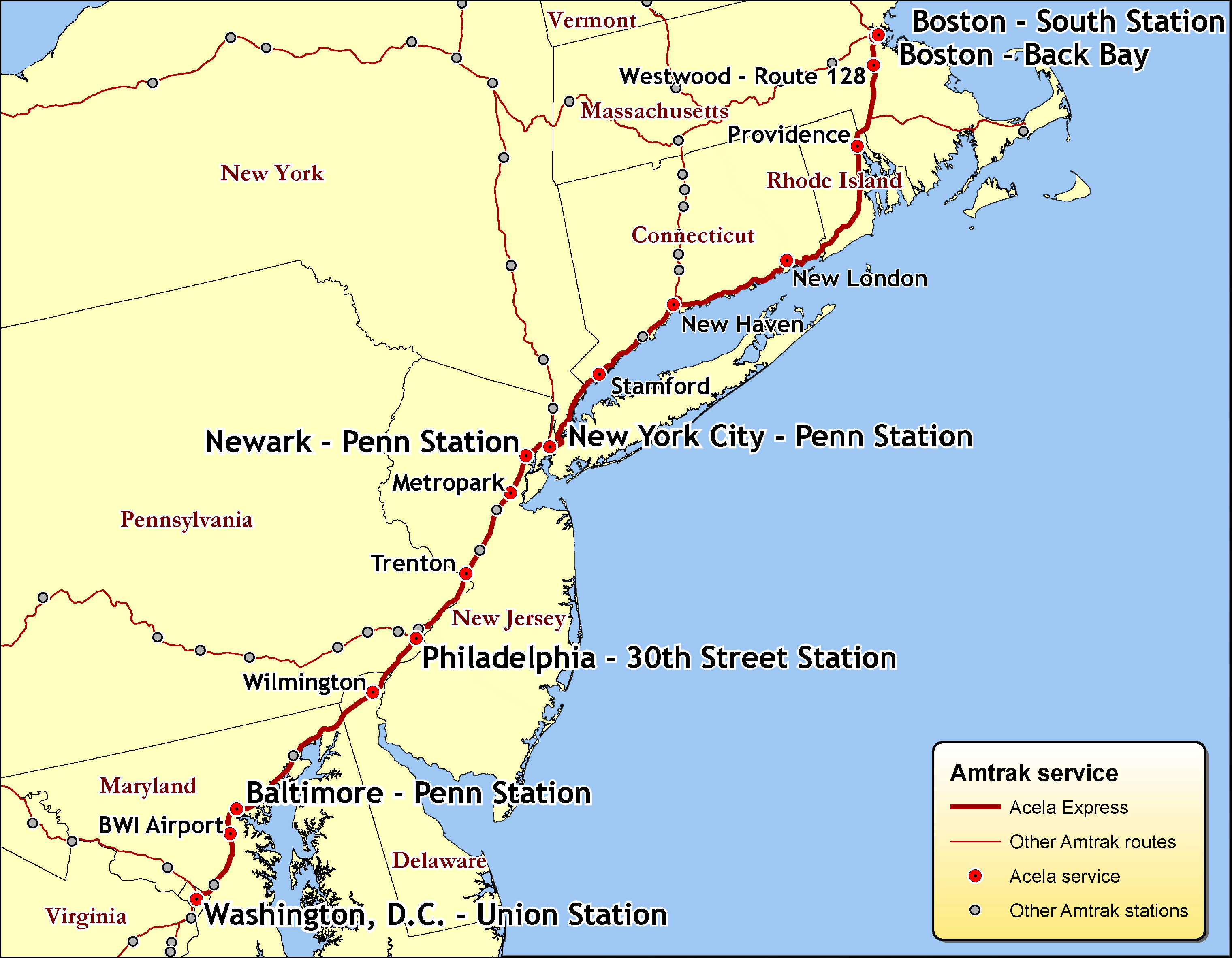
아빌리아 리버티는 보스턴과 워싱턴 D.C.를 오가는 노선으로 빨강선의 경우 아셀라 익스프레스 노선에 해당된다.

2016년 8월 26일, 미국의 여객 철도 기업인 암트랙과 알스톰이 노스이스트 코리더 노선에 새로운 열차를 도입하기 위한 계약을 체결했다. 향후 기존에 운행하고 있는 아셀라 익스프레스 열차를 교체하기 위한 목적을 두고 있다. 또한 선로와 신호 개선과 동시에 새로 도입된 열차의 경우 최고 영업 속도는 257km/h로 주행이 가능하다. 설계 최고 속도는 350km/h로 향후 신호 및 선로 보수 공사가 진행이 되면 뉴욕에서 워싱턴 D.C. 구간 운행 시 30분 이상 단축될 것으로 전망하고 있다.
신형 고속열차의 경우 2대의 선두차량과 9량의 객차가 있다. 또한 수요 증가 시 3량이 증결될 수 있다.
향후 시범 운행은 뉴욕주의 호넬, 로체스터에서 진행될 예정이다. 한편 시범 운행을 위해 오는 2019년에 초기형 열차가 완성될 예정이다. 2021년부터 운행에 들어갈 예정으로 2023년까지 28편성이 도입되면 기존에 운행하고 있는 아셀라 익스프레스 열차를 대체할 예정이다.
한편 알스톰은 장기간 기술 지원을 제공하고 부품을 공급까지 한다.

## 같이 보기
- 유로듀플렉스
- 펜돌리노